# Lady Macbeth do Distrito de Mtsensk (ópera)
Lady Macbeth do Distrito de Mtsensk (em russo:  Леди Макбет Мценского уезда, transl. Ledi Makbet Mtsenskogo Uyezda) é uma ópera em quatro atos do compositor russo Dmitri Shostakovitch, estreada em 1934. 
O libreto de Alexandre Preis é inspirado na novela curta de mesmo nome publicada em 1865 por Nikolai Leskov. Ambientada na Rússia do século XIX, conta a história de uma mulher casada e solitária, Katerina Lvovna Izmaylova, que apaixona-se por outro homem e termina cometendo assassinatos. O argumento é sombrio, com bastante violência e sexo. O título faz referência a Lady Macbeth, a anti-heroína da tragédia shakespeareana Macbeth (1606).
Estreou em 1934 no Teatro Mikhaylovsky em São Petersburgo (então Leningrado), com enorme sucesso de público e crítica. Nos anos seguintes foi encenada pelos palcos de todo o mundo. A ópera, porém, fez-se ainda mais famosa pela intervenção das autoridades soviéticas: em 1936, funcionários do governo comunista - incluindo Josef Stálin - assistiram uma apresentação no Teatro Bolshoi. Na edição de 28 de janeiro do jornal Pravda foi publicada uma severa crítica que descrevia a ópera como "ruído ao invés de música", entre outras coisas. Frente a essa denúncia, Shostakovitch passou a temer por sua liberdade artística e até por sua vida, e em 1937 escreveu sua Quinta Sinfonia em um tom muito mais convencional, descrita pelo próprio artista como "a resposta de um artista soviético à crítica justa".
Esta foi a última ópera de Shostakovich. Nos anos 1960 compôs uma nova versão, suprimindo as partes mais controversas. Atualmente, porém, a composição original é a mais executada.